# Emésztőrendszer

Az ember emésztőrendszere

Az állati és emberi szervezetek a testük felépítéséhez és karbantartásához, valamint a különböző működéseik energiaigényének fedezésére szolgáló anyagokat (tápanyagok, víz) a külvilágból veszik fel. Az anyagok felvételére és feldolgozására szolgál az emésztőrendszer.
Az emésztőrendszer (apparatus digestorius) a tápanyagoknak a környezetből való felvételére és az állati szervezet számára hasznos anyagainak emésztésére szolgáló szervrendszer. A legtöbb állatban három szakaszra tagolódik, ezek az előbél, a középbél és az utóbél, illetve részét képezhetik a táplálék felvételére szolgáló egyéb szervek is. A fejletlenebb csoportoknál ez nem feltétlenül van így (például a csalánozók és a laposférgek bélrendszerében még nem alakult ki utóbél, egyes galandférgekben pedig a parazita életmód következtében az egész tápcsatorna redukálódott). Az emésztőfunkciót rendszerint a bélcsatorna falában található, illetve az ahhoz csatlakozó mirigyek váladéka látja el. Felépítése, működése és fejlődése az egyes állatcsoportokban rendkívül változatos lehet.

## Az ember emésztőrendszere

### Az emésztőrendszerről általánosságban
Az ember számára az anyagfelvételt a táplálkozás biztosítja. Az anyagbevitel után a felvett anyagok az emésztőrendszerbe kerülnek, ahol a táplálékok lebontása történik. Olyan anyagokra, amelyek az ember által hasznosíthatóak, ezek a táplálék kisebb alkotórészecskéi, a monomerek. Minden anyagot megpróbál az emésztőrendszerünk különböző enzimek segítségével ilyenekre lebontani. A legfontosabb monomerek: 
- aminosavak (fehérjékből származnak);
- zsírsavak és glicerin (zsírokból);
- nukleotidok (nukleinsavakból);
- monoszacharidok (cukrokból, keményítőből).

Ha valamely alkotóból hiány van, a hipotalamusz éhség és jóllakottság jelző központjában kialakul az éhségérzet, ami tápanyagfelvételre ösztönzi a szervezetet.

### Felépítése és működése
Az ember emésztőrendszere felépítését tekintve elő-, közép- és utóbélre tagolható.

#### Előbél

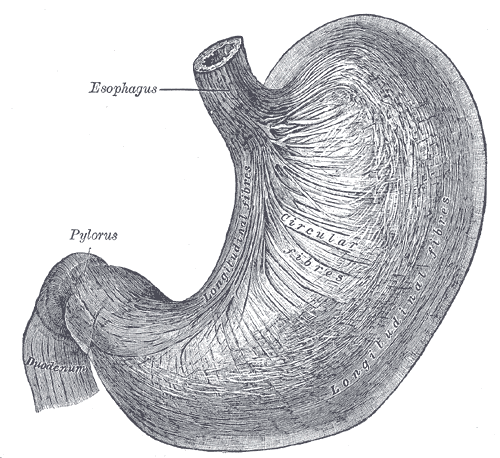
Gyomor

##### Az előbél 1. szakasza
A szájüreg (cavum oris) nyálkahártyából , harántcsíkolt izomból – nyelvből, érzékhámból, és az aprítást segítő fogakból épül fel. Feladata a táplálék előkészítése a különböző enzimhatásokra, ez aprítással, falatképzéssel történik a fogak és a nyelv (lingua) segítségével. Továbbá feladata még az előfelszívás (pl. nitrolglicerin tabletta), ízlelés, beszéd és védelem. A szájüreg váladéka a nyál, amely részben a szájüregen kívüli nagy nyálmirigyekben, részben a szájnyálkahártyában és a nyelv állományában található apróbb nyálmirigyekben termelődik. A nagy nyálmirigyek a fültőmirigy, az állkapocs alatti és a nyelv alatti mirigy, összesen 3 pár. A nyál a nyálamiláz nevű enzimből, amely a keményítőt bontja, és egy mucin nevű összetett fehérjéből áll, amelynek a falatképzésben és annak síkosításban van nagy szerepe. A szájüreg fontos alkotója a nyelv, amelynek a falatképzésben, ízlelésben és a beszédben van szerepe. Fontos alkotók továbbá a fogak, amelyek a táplálék mechanikai aprítását végzik, fontos, hogy ezeket megfelelő szájápolással védelmezzük. Ennek egyik technikája a fogmosás, amellyel eltávolíthatjuk a fogzománcot károsító anyagokat. Ez akkor hatékony, ha minden étkezés után mosunk fogat. Fontos továbbá a rendszeres szűrővizsgálat, így megelőzhetők a nagyobb bajok, például a foghúzás.

##### Az előbél 2. szakasza
Egy viszonylag kis rész, a garat (pharynx). Itt kereszteződik a táplálék és a levegő útja, és a felül még a dobüreggel való nyomáskiegyenlítésben is szerepe van a fülkürtön keresztül. (Ugyanakkor a garat felső harmadát (pars nasalis pharingis) nem tekinthetjük az emésztőrendszer részének! Ehhez csak a garat szájüreg mögötti része (pars oralis pharingis), és a garat gégei részének (pars laryngea pharingis) gégebemenetet oldalról elkerülő körteképű tasakjai (recessus piriformis) sorolhatók.)  A garat után a nyelőcső következik, ahol a táplálék gyors tovahaladó összehúzódással, perisztaltikus lefutással, reflexfolyamatként, a hosszanti és a körkörös izmok segítségével lejut a tápcsatorna legtágabb részébe, a gyomorba. Ide a táplálék a gyomorszájon (cardia) jut be, és innen a kivezető nyíláson (pylorus) jut ki. A gyomornedv tartalmaz egy emésztőenzim előanyagot, a pepszinogént, (ezt a gyomormirigyek fő sejtjei termelik), amely a savas kémhatásra aktiválódik és pepszin enzimmmé alakul, ez a fehérjéket oligopeptidekké bontja. A gyomornedv termelődését egy helyi hormon, a gasztrin is fokozza. A kellő mennyiségű sósavat a pH = 0,9-1,5 eléréséhez a gyomormirigyek fedősejtjei képezik. A gyomor tárolja, összekeveri és előemészti a táplálékot. Fontos az is, hogy sósavtartalma a tápanyagokkal bejutó mikroorganizmusok nagy részét elpusztítja. (Ez a védelmi mechanizmus csak bizonyos határig hatásos.) A gyomor baloldalt a rekeszizom alatt található horog alakban, de helyzete teltségi állapotától és a testhelyzettől függően nagy mértékben változik. Viszonylag rögzített része a  gyomorszáj (cardia) és a gyomorkimenet (pylorus). Kis görbületén (curvatura minor) a kis cseplesz (omentum minus) tapad. Verőerei a hasi aorta felső nagy ágából (truncus coeliacus) származnak, vénái a májkapuvénába (vena portae) ömlenek. Beidegzését az autonóm idegrendszerből kapja. A kiscseplesz fontos jobb oldali része a (ligamentum hepatoduodenale). Ebben futnak a májkapuhoz illetve a májkaputól: a közös epevezeték (ductus choledochus), a (vena portae), a máj saját verőere (arteria hepatica propria), a máj autonóm idegfonatai és nyirokerei. 

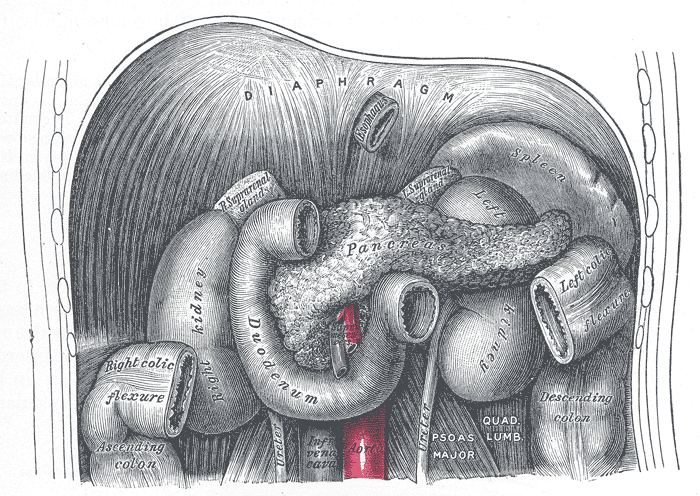
A hasnyálmirigy topográfiája.

#### Középbél
A tápcsatorna következő szakaszát középbélnek nevezzük, ez alatt a vékonybelet értjük. Ez a szerv 5-6 méter hosszú és 20-30 milliméter átmérőjű is lehet. Három részre tagolódik, ezek a patkó- (duodenum), éh- (jejunum) és csípőbél (ileum). Az emésztés és felszívódás túlnyomó részben itt történik. Az emésztésben szerepe van a nagy emésztőmirigyek (hasnyálmirigy, máj) váladékainak, valamint a vékonybél nyálkahártyájában lévő apró csöves mirigyek (Lieberkühn-mirigyek) által termelt bélnedvnek. A bélnedv (pH = 8.3) termelődését az enteroendokrinin is fokozza. Ezek a váladékok emésztőenzimeket (peptidázok), és síkosító, védő, nyákos anyagot tartalmaznak. A felszívódást elősegítik a felszínt nagyobbító képződmények, így a körkörös nyálkahártyaredők (Kerkring-féle redők) valamint a bélbolyhok (villi intestinales). (Ezeknek a képződményeknek köszönhetően a vékonybél belső felszíne 300 m²). A hám is különleges "felszívó hám", a sejtek csúcsi felszínén sűrű szabályos membránkitüremkedések, mikrobolyhok vannak, amelyek sokszorosára növelik a sejtek felszívó membránjának felszínét. A zsír a bélbolyhok központi nyirokkapillárisába szívódik fel és a nyirokérrendszer szállítja el. Az emésztést és felszívódást elősegíti a belek saját (belső körkörös és külső hosszanti) simaizomzatának béltartalmat keverő működése, perisztaltikája pedig a béltartalom továbbítását végzi. A vékonybeleket a bélfodor (mesenterium) mozgékonyságot biztosítva rögzíti a hátsó hasfalhoz. Ezen keresztül érik el az artériák, vénák, idegek, nyirokerek. Beidegzését az autonóm idegrendszer szimpatikus és paraszimpatikus része végzi. (A paraszimpatikus rész fokozza, a szimpatikus rész csökkenti a bélműködést.) Vérellátását az aortából a felső bélfodri artérián keresztül kapja, vérelvezetése a felső bélfodri vénán (arteria et vena mesenterica superior) a májkapuvénába történik. Bőséges nyirokérhálózata a mellvezetékbe (ductus thoracicus) szedődik össze.

#### Hasnyálmirigy
A hasnyálmirigy feje a patkóbél homorulatában, teste a hashártya mögött (retroperitonealisan) balra nyúlik, és farki része a lép kapujáig elér. Artériás ellátását nagyrészt a - felső részében futó - lépartériából  kapja, az artéria mellett futó vénája (arteria et vena lienalis) a májkapuvénába ömlik. Fő és járulékos kivezető csövén keresztül váladéka a patkóbél (duodenum) leszálló részébe ömlik. Váladékképzését a szekretin nevű helyi hormon is segíti. A váladék (pH = 8-9) a következő emésztő enzimeket tartalmazza:
- lipáz, ami a zsírokat zsírsavakra és glicerinre bontja
- nukleáz, ami a nukleinsavakat nukleotidokká bontja
- tripszin, chimotripszin, karboxipeptidáz, elaszáz, amelyek a oligopeptideket (fehérjefragmentumokat) bontja peptidekké
- hasnyál-amiláz, ami a poli- és oligoszacharidokat (cukrokat, pl. keményítő) diszacharidokká (maltóz v. malátacukor) bontja

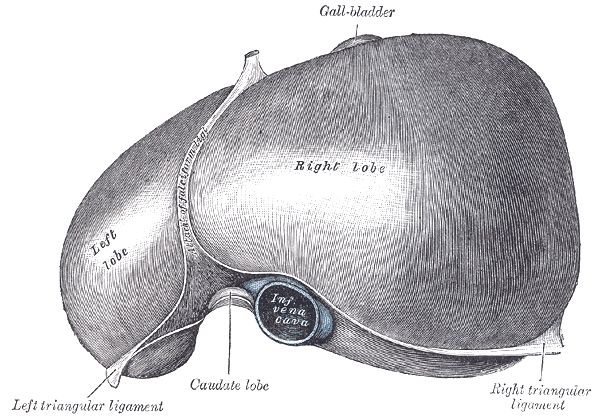
A máj.

Továbbá a patkóbélbe önti még váladékát a máj a közös epevezetéken (ductus choledochus) keresztül, amely az epét (pH = 7.0-7.5) termeli és annak epesav tartalma révén a zsírok emulgeálásában (diszpergálás) fontos. Az epehólyag kiürülését a kolecisztokinin helyi hormon segíti elő. A hasnyálmirigy és a vékonybél enzimjeivel együttesen történik az emésztés folyamata, amelynek célja a lehető legtöbb anyag felszívódásra alkalmassá tétele a vérbe és a nyirokérrendszerbe.
A vékonybél mirigyeinek a váladéka a bélnedv, amely szintén bőségesen tartalmaz emésztő enzimeket:
- lipáz, zsírbontó
- nukleáz, nukleinsavbontó
- erepszin, ami a tripszin termékét (dipeptid, monopeptiddé (aminosavakra) bontja
- maltáz, ami a hasnyál-amiláz termékét (diszacharid) monoszacharidokká (glükóz v. szőlőcukor) bontja

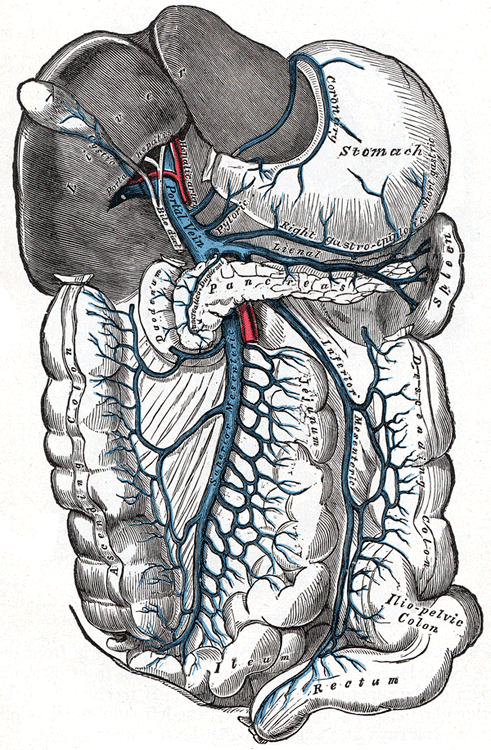
A májkapuvéna és ágrendszere

#### Utóbél
A vékonybélből a megemésztett táplálék után visszamaradó salakanyag egy bizonyos idő elteltével az utóbélbe továbbítódik, annak is vastagbél (intestinum crassum; colon) részébe, egy szelepszerű képződményen (valvula ileocoecalis). Ez a képződmény megakadályozza, hogy a baktériumokat tartalmazó vastagbéltartalom visszajuthasson a steril vékonybélbe. A vastagbélben már csak a víz és  ionok, valamint bizonyos vitaminok szívódnak fel. A széklet színét főleg a vékonybélbe beleömlött epe adja. A vastagbélnek szintén három része van: van egy felszálló ága, egy haránt ága és egy leszálló ága. Hashártyakettőzete csak a haránt és a szigmabéli szakasznak van. Emésztés lényegében nincs, csak a bélbaktériumok bontó tevékenysége, valamint K- és B-vitamin-termelése. A nyálkahártyájában lévő mirigyek csak nyákot termelnek. Vérellátását részben az alsó bélfodri artériából kapja. Vénája a májkapuvénába ömlik. A vastagbél a visszamaradt béltartalmat, továbbítja a végbélbe, miközben az fokozatosan székletté alakul. A végbél egy 15–20 cm-es szakasza az utóbélnek, ahol már felszívódás nem történik, csak a széklet formálása és részben akaratlagosan befolyásolt reflexes ürítése egy záróizomrendszer megnyílásával. A végbél vénás ellátásánál megemlíthető, hogy alsó szakaszán összeköttetés van a májkapuvéna és a véna cava inferior rendszere között. Ezért itt a portális keringés akadályoztatásakor (májzsugor stb.) könnyen alakulhatnak ki vénatágulatok (aranyér).

### Rendellenes működés
A működésben számos okból sokféle rendellenesség léphet fel. Itt csupán a két legegyszerűbb és leghétköznapibb kerül említésre: a székrekedésről és a hasmenésről. Előbbiről akkor beszélhetünk, ha a széklet egy megszokott időn túl sokkal hosszabb időnként, besűrűsödve, erőltetve, részben fájdalmasan ürül. (Ha a székletürítés teljesen és tartósan megszűnik, az már bélelzáródás (ileus) tünete lehet. Ez azonnali beavatkozást igénylő életveszélyes állapot!) A székrekedés okai lehetnek a kevés vízfogyasztás vagy túlzott édesség- és rostosanyag-bevitel, mozgásszegény életmód. Alhasi fájdalom, vagy kellemetlen teltségérzés, puffadás társulhat hozzá. Kezelése a probléma jellegétől függően, gyógyvíz, gyógyszer, illetve beöntés. Hasmenésről akkor beszélhetünk, ha a székelés a megszokottnál jóval gyakoribb, napi 2-3 vagy több alkalommal, és a széklet híg, folyós állapotú. Kialakulásának oka helytelen táplálkozás, emésztési zavar, enyhe vagy súlyosabb bélfertőzés (psychés hatások, pajzsmirigytúlműködés stb).  Kezelése: a kiváltó ok megszüntetése, diéta, gyógyszeres terápia, parenterális ásványi só és vízpótlás, szükség esetén parenterális táplálás.

## Galéria

Az ember emésztőrendszere
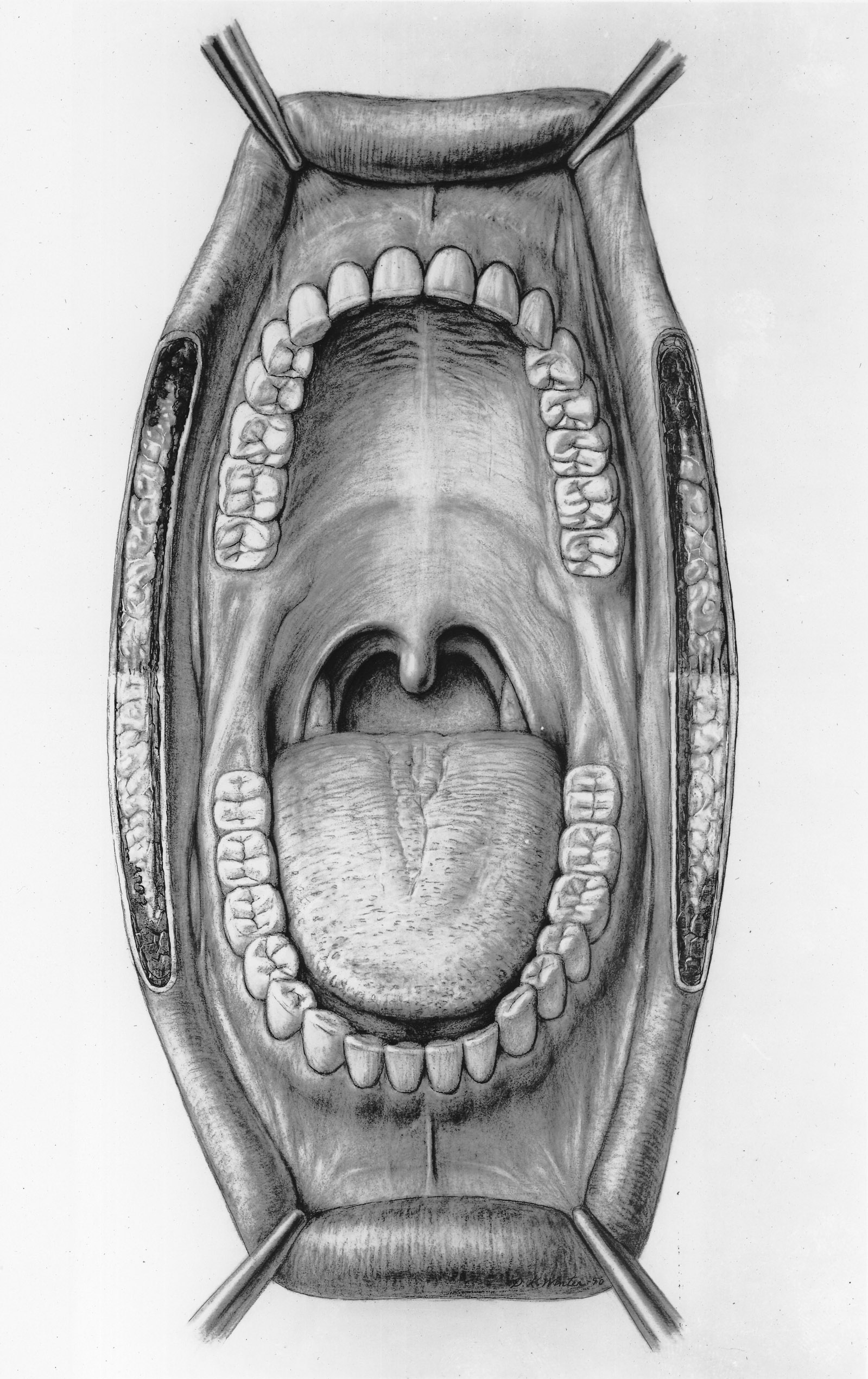
Szájüreg
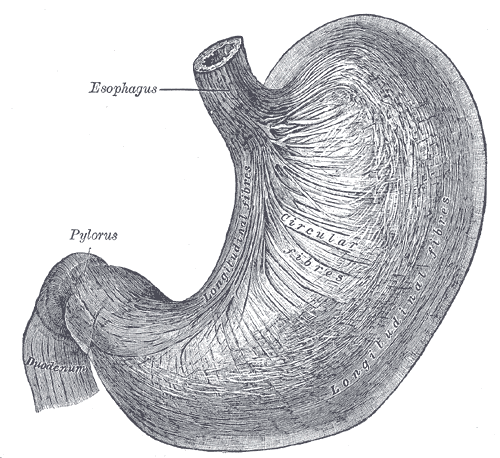
Gyomor
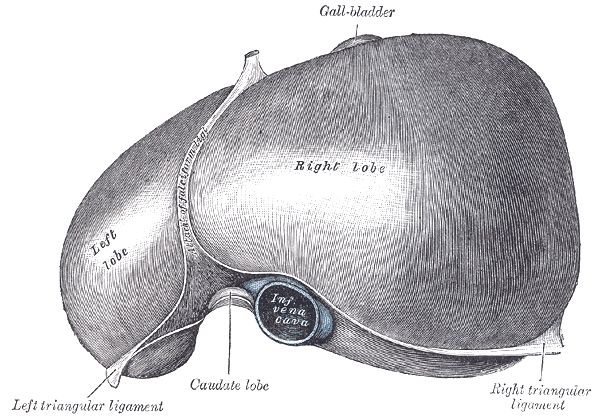
Máj
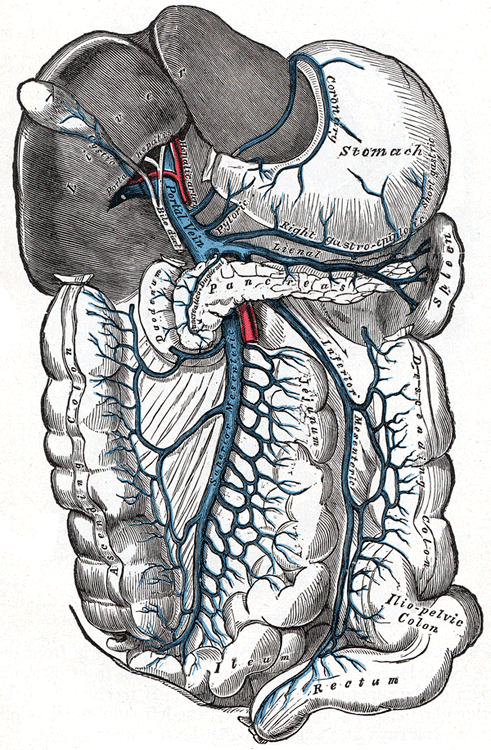
Májkapuvéna és ágrendszere
Vastagbél
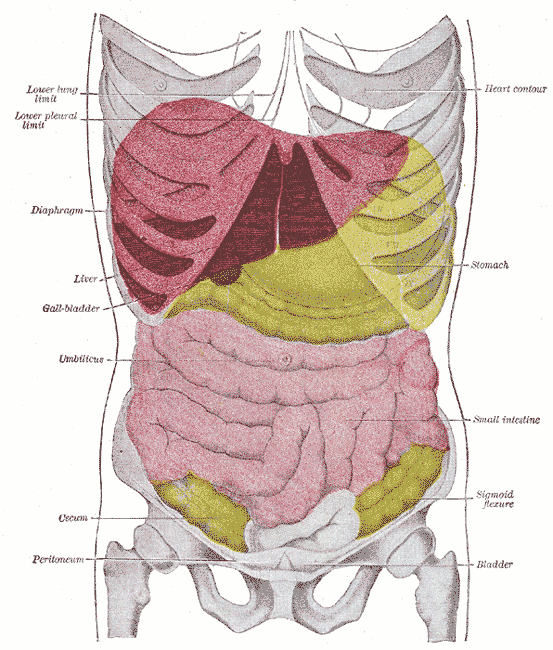
Hasüregi szervek